# Alexandre Geraldini
Alexandre Geraldini o Alessandro Geraldini (illa de Sicília, Regne de Sicília, 1455 - 1524) fou un humanista i religiós i segon Bisbe de Santo Domingo. Era germà d'Antonio Geraldini i nebot d'un altre Antonio Geraldini.
Era amic de l'arxiver reial Pere Miquel Carbonell, del que se'n sap que van mantenir contactes a Barcelona. També ho fou d'en Cristòfol Colom, amb qui viatjà i coincidí a Barcelona i a les Índies. Alhora, també ho fou de Pere Martir d'Anguera. Després de la mort de Joan II (1479), va viure al nord-est de Sicília, fent de sacerdot/comendatari de Sant'Angelo di Brolo.
Pel novembre de 1484, Alexandre s'hostatjà al Palau d'en fra Bernat Margarit, bisbe de Catània. Entre les moltes missions diplomàtiques encarregades pel rei Ferran, en consta una que en el 1486 va dur-lu a Roma davant del papa Innocenci VIII. Fou bisbe de Vulterra, a Sicília abans d'anar a Amèrica.
Fou nomenat bisbe de Santo Domingo el 13 de febrer de 1517, segons unes fonts, o el 1519 segons d'altres, sota el beneplàcit del papa Lleó X. Va escriure unes memòries sobre la seva estada al Nou Món, Itinerarium ad Regiones sub Aequinoctiali plaga Constitutas, editades a Roma l'any 1631 juntament amb dues poesies i d'altres escrits en prosa llatina referents a Santo Domingo.